# Metaphycus sanguinithorax
Metaphycus sanguinithorax är en stekelart som först beskrevs av Girault 1915.  Metaphycus sanguinithorax ingår i släktet Metaphycus och familjen sköldlussteklar. Inga underarter finns listade i Catalogue of Life.